# Boomerang (Reino Unido e Irlanda)
Boomerang es un canal de televisión por suscripción británico de índole infantil. Su programación consiste en series clásicas y modernas de Hanna-Barbera y Warner Bros. Animation. Fue lanzado al aire el 28 de mayo de 2000 y se emite para el Reino Unido e Irlanda.

## Historia
Boomerang comenzó como un bloque de programación dentro de la versión británica de Cartoon Network en 1993.
Fue lanzado como canal independiente el 27 de mayo de 2000, transmitiéndose de 6:00 a 00:00 en la proveedora de televisión satelital Sky Digital y ciertas cableopreadoras. Cartoon Network en aquel entonces tenía un horario lleno, por ende Boomerang fue creado por Turner Broadcasting para trasladar allí las caricaturas antiguas de Hanna-Barbera, MGM y Warner Bros que se transmitían por Cartoon Network con el fin de hacer espacio para agregar series más actuales.
En mayo de 2001, Boomerang se convirtió en el segundo canal infantil más visto del Reino Unido, solamente superado por su señal hermana Cartoon Network. En julio de ese año, el canal fue agregado a la oferta de la cableoperadora Telewest en el Reino Unido, lo que aumentó su audiencia. James Greville, director de las operaciones británicas de Cartoon Network en esa época, dijo que «el canal se lanzó hace apenas un año y ya ha superado a los demás canales infantiles en términos de audiencia y cuota de pantalla». En noviembre, Boomerang comenzó a distribuirse en la cableoperadora NTL.
El canal aumentó su repertorio de caricaturas antiguas al adquirir los derechos de series animadas como Danger Mouse, Snoopy, The Pink Panther y Garfield. A finales de 2003, comenzó a alejarse de su línea original y comenzó a estrenar series más actuales. El 6 de marzo de 2006 se lanzó Boomerang +1, una señal timeshift que transmitía la programación del canal con una hora de retraso.
El 16 de febrero de 2015, Boomerang estrenó un nuevo logo y paquete gráfico diseñado por la agencia británica de diseño gráfico Art & Graft. El canal cambió su relación de aspecto de 4:3 a 16:9 el 1 de junio de ese año. Además, el 24 de junio, Boomerang lanzó su propia señal en alta definición.
El 3 de septiembre de 2018, el canal estrenó un nuevo paquete gráfico.
El 18 de noviembre de 2020, Boomerang UK e Irlanda se dividió en dos señales: surgió la señal de Boomerang Éire con licencia de radiodifusión en Chequia. Esta señal es operada por HBO Europe y emite para la República de Irlanda, Malta y Gibraltar.

## Logos

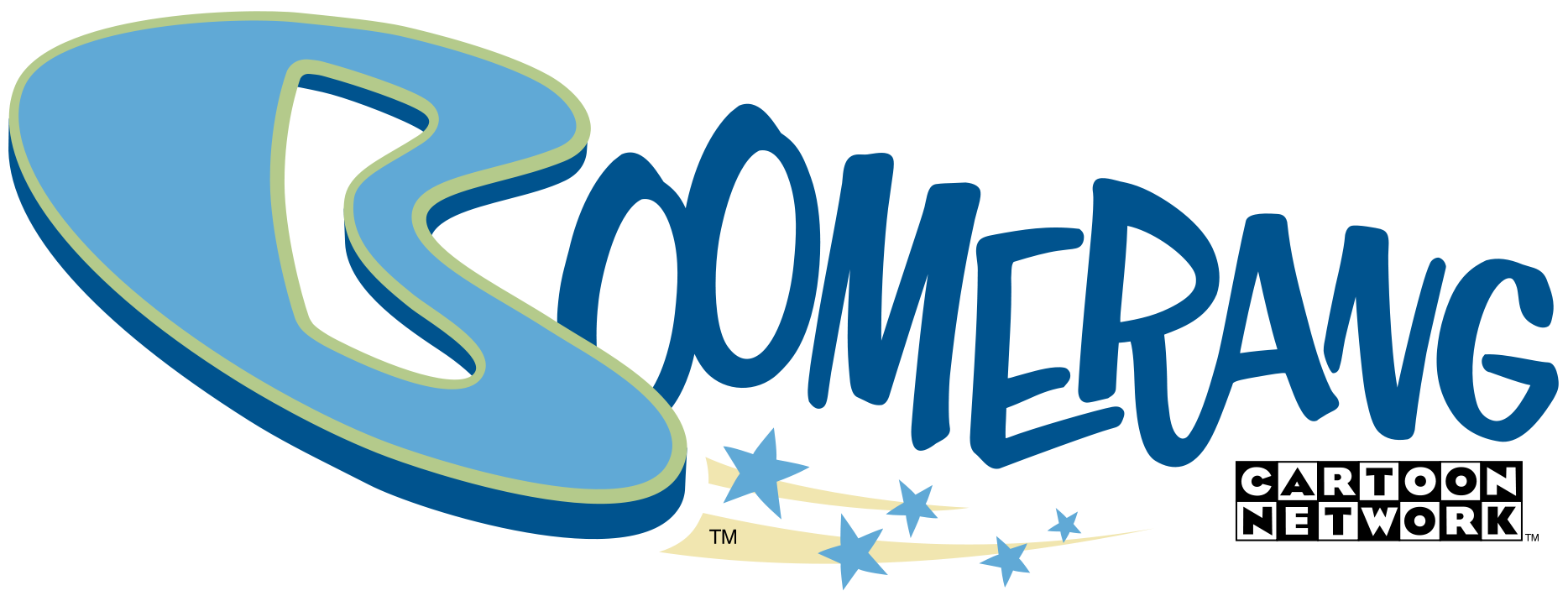
1994 -2004
2004-2015
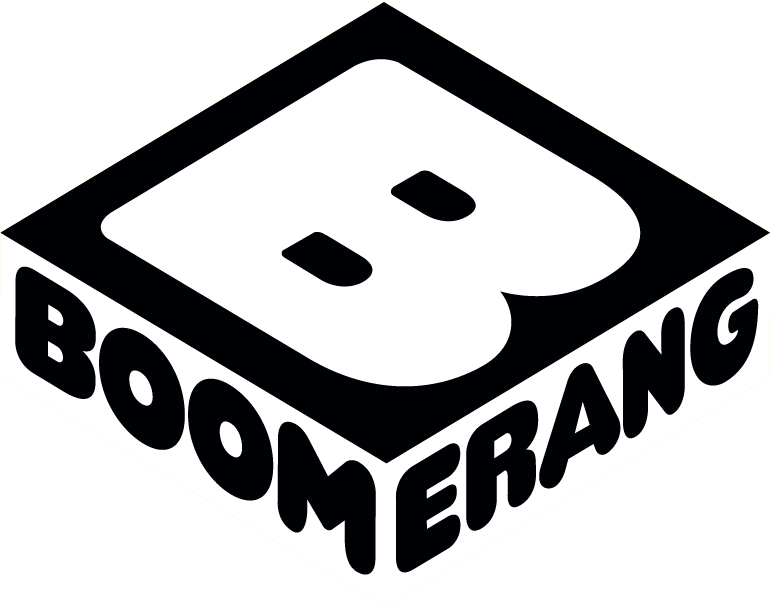
2015-presente